# 카를마르크스슈타트구

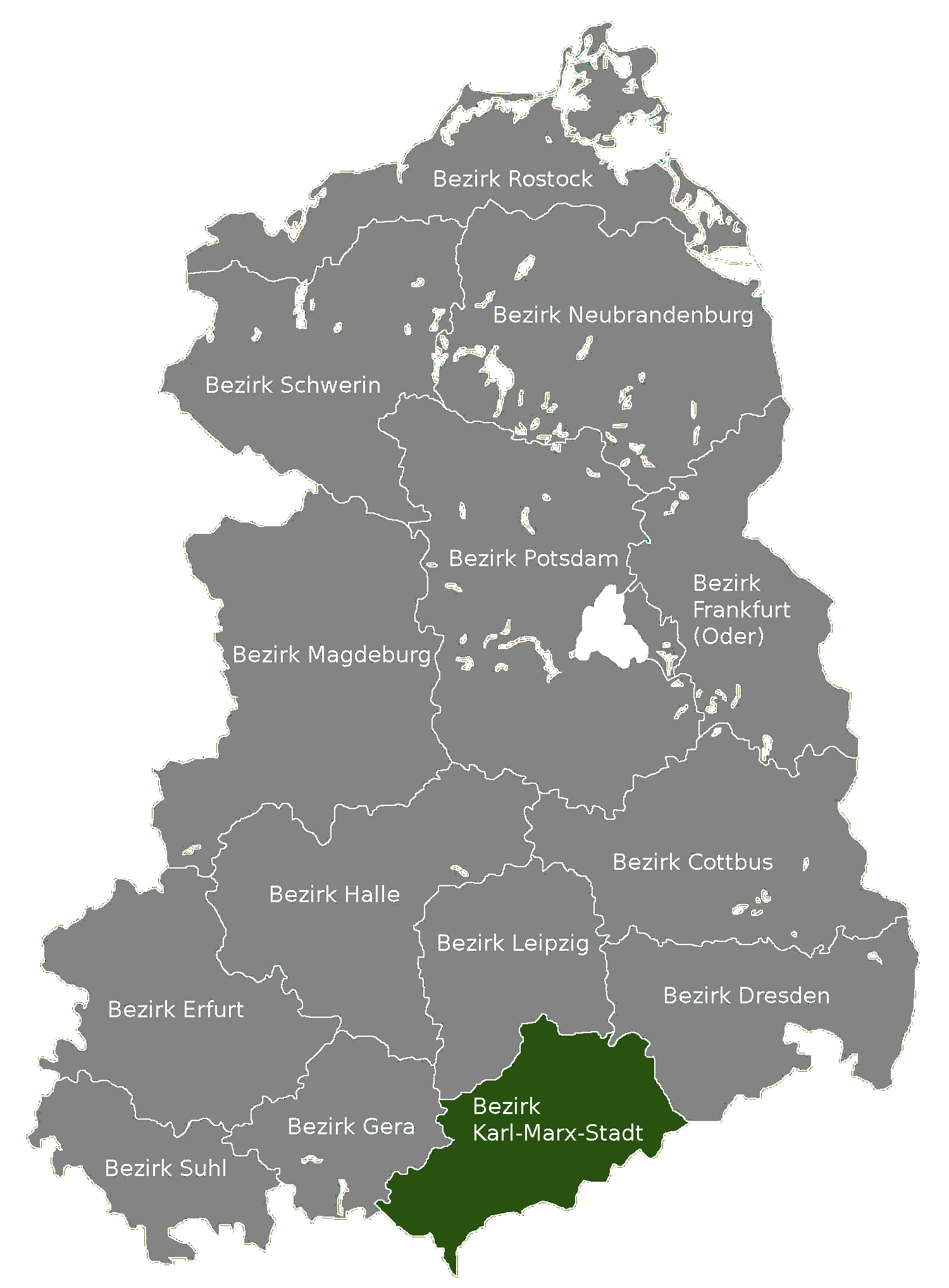
카를마르크스슈타트 구의 위치

카를마르크스슈타트구(독일어: Bezirk Karl-Marx-Stadt)는 과거 동독(독일 민주 공화국)에 존재했던 14개 구 가운데 하나로 구청 소재지는 카를마르크스슈타트(현재의 켐니츠)였다.

## 행정 구역 정보
- 구청 소재지: 카를마르크스슈타트 (현재의 켐니츠)
- 면적: 6,009km2
- 인구: 1,859,500명 (1989년 당시 기준)
- 인구 밀도: 310명/km2
- 차량 번호판 코드: T, X
- 하위 행정 구역: 21개 군, 5개 시

## 역사
1952년 7월 25일에 시행된 행정 구역 개편 당시에 폐지된 주를 대신하여 신설된 14개 구 가운데 하나였다. 1990년 동서독 통일 당시에 작센 주에 편입되었다.

## 지리
동독 최남단에 위치한 구였으며 남서쪽으로는 서독, 남쪽으로는 체코슬로바키아와 국경을 접하고 있었다. 동쪽으로는 드레스덴 구, 북쪽으로는 라이프치히 구, 서쪽으로는 게라 구와 접하고 있었다.

### 하위 행정 구역
- 21개 군(Landkreise): 아나베르크 군(Annaberg), 아우에 군(Aue), 아우어바흐 군(Auerbach), 브란트에르비스도르프 군(Brand-Erbisdorf), 플뢰하 군(Flöha), 프라이베르크 군(Freiberg), 글라우하우 군(Glauchau), 하이니헨 군(Hainichen), 호엔슈타인에른스탈 군(Hohenstein-Ernstthal), 카를마르크스슈타트란트 군(Karl-Marx-Stadt-Land), 클링겐탈 군(Klingenthal), 마리엔베르크 군(Marienberg), 욀스니츠 군(Oelsnitz), 플라우엔란트 군(Plauen-Land), 라이헨바흐 군(Reichenbach), 로흘리츠 군(Rochlitz), 슈바르첸베르크 군(Schwarzenberg), 스톨베르크 군(Stollberg), 베르다우 군(Werdau), 츠쇼파우 군(Zschopau), 츠비카우란트 군(Zwickau-Land)
- 5개 시(Stadtkreise): 요한게오르겐슈타트 시(Johanngeorgenstadt), 카를마르크스슈타트 시(Karl-Marx-Stadt), 플라우엔 시(Plauen), 슈네베르크 시(Schneeberg), 츠비카우 시(Zwickau)

## 같이 보기
- 켐니츠현
- 동독의 행정 구역
- 드레스덴구
- 라이프치히구